# Strålkoriander
Strålkoriander (Bifora radians) är en växtart i släktet dubbelkoriandrar (Bifora) och familjen flockblommiga växter. Den beskrevs av Friedrich August Marschall von Bieberstein 1819.
Arten är en ettårig ört som växer i stora delar av Europa och Mellanöstern. Den förekommer tillfälligt i Sverige, men reproducerar sig inte.